# Liparis chimanimaniensis
Liparis chimanimaniensis är en orkidéart som beskrevs av Graham Williamson. Liparis chimanimaniensis ingår i släktet gulyxnen, och familjen orkidéer. Inga underarter finns listade i Catalogue of Life.